# Григор Дамбулов
Григор Зелямов Думбалов, наричан Дамбу̀лта, е български революционер, селски войвода на Вътрешната македоно-одринска революционна организация.

## Биография
Григор Думбалов е роден през 1862 година в ениджевардарското село Рамел, днес в Гърция. Баща му Иван умира рано и майка му се преженва в Аларе за Димитър Зелямов. Григор се присъединява към ВМОРО през 1902 година като куриер на околийската чета на организацията. През 1904 година е определен за селски войвода в Аларе и отблъсква двете андартски нападения над селото. Второто е от 2 юни 1906 година, извършено от четата на Панайотис Пападзанетеас. След Младотурската революция се легализира, но скоро след това е репресиран и бит от младотурците. След окупацията на Аларе от страна на Гърция Григор Дамбулов укрива войводата Атанас Никлев, а по-късно е пребит от гръцки войници. През 20-те година на XX век емигрира в България и се включва във възстановената ВМРО. Умира през 1942 година в Свети Влас.
Негов братовчед е андартският капитан Кочо Рамилски.